# Sarasota Opera House
La Sarasota Opera House (originariamente l'Edwards Theatre) è un teatro storico, ora teatro d'opera, situato a North Pineapple Avenue a Sarasota, in Florida. La visione di un uomo del luogo e il primo sindaco della città, A. B. Edwards. Originariamente aperto il 10 aprile 1926 con un elaborato ingresso a tre piani contenente "otto negozi al piano terra, 12 uffici al secondo piano e 12 appartamenti arredati al terzo piano, mentre l'auditorium del teatro conteneva un organo a canne orchestrale. Come indicato sul sito web della Sarasota Opera, il Sarasota Herald Tribune elogiò Edwards per "aver fatto entrare Sarasota in un paese fatato di costose decorazioni, ricchi arredi e un'arte mai dimenticata".
L'edificio è stato progettato da Roy A. Benjamin in Stile revival mediterraneo e costruito dalla GA Miller Construction Company.
Il teatro è ora la sede della Sarasota Opera Association, Inc., che possiede l'edificio. L'Associazione la casa madre che gestisce l'Opera di Sarasota. La sede ora ospita 1,119 spettatori.

## Storia degli inizi
Negli anni '20 divenne rapidamente un popolare luogo di intrattenimento con artisti importanti del giorno, come Will Rogers (nel 1927) e Ziegfeld Follies (1928) ed Elvis Presley (1956), che apparivano lì. Inoltre diventò un cinema quando presentò la prima mondiale di Il più grande spettacolo del mondo di Cecil B. DeMille (che era stato girato a Sarasota) alla presenza delle sue star Charlton Heston e Dorothy Lamour.
Nel corso degli anni le gestioni cambiarono come il nome del teatro: nel dicembre 1936 divenne The Florida Theatre mentre, nello stesso anno, un uragano danneggiò l'organo a canne di Robert-Morton. Vari tentativi di modernizzazione hanno rimosso gran parte del suo Art déco originale. Divenne un cinema a tempo pieno, ma alla fine, nel 1973, chiuse.

## Ristrutturazioni, 1979
Tuttavia l'opera cominciava a essere presentata a Sarasota da un'organizzazione senza scopo di lucro, l'Asolo Opera Guild, che presentava opere su piccola scala da fuori città nel teatro Asolo da 320 posti. Nel 1974 avevano iniziato a produrre le loro opere. Nel 1979 la Gilda acquistò il vecchio teatro Edwards per 150000 $. Avendo bisogno di importanti ristrutturazioni per restaurare la sede e soddisfare le esigenze dell'opera, l'Associazione iniziò i lavori di ristrutturazione nel 1982, il cui risultato è stato che la nuova Sarasota Opera House fu pubblicata nel National Register of Historic Places nel marzo 1984.

## Ristrutturazioni, 2007-2008
Ulteriori ristrutturazioni tra la fine della stagione 2007 e l'apertura del 1º marzo 2008 della stagione 2008 portarono ad un teatro dell'opera significativamente migliorato.
I lavori di ristrutturazione da 20 milioni di dollari hanno compreso l'auditorium, che ha portato a un nuovo piano di posti a sedere, l'espansione delle aree pubbliche e l'Opera Club al secondo piano, l'apertura dell'atrio di 3 piani per esporre un sistema di lucernari installato di recente che era esistito nell'edificio del 1926, ma che era stato coperto da un soffitto e da un lampadario usato nel film Via col vento. Nel 2008 l'opera di Sarasota fu riaperta con il Rigoletto di Verdi. I posti a sedere furono espansi a circa 1.200 persone. Dopo la stagione 2009-2010, alcuni posti lungo i lati opposti sono stati portati fuori e sostituiti con corridoi alle due estremità del teatro lasciando 1119 posti.